# U 35 (U-Boot, 1936)
U 35 war ein deutsches U-Boot vom Typ VII A, das im Zweiten Weltkrieg von der Kriegsmarine eingesetzt wurde.

## Geschichte
Der Auftrag für das Boot wurde am 25. März 1935 an die Germaniawerft in Kiel vergeben. Die Kiellegung erfolgte am 2. März 1936, der Stapellauf am 24. September 1936, die Indienststellung unter Kapitänleutnant Klaus Ewerth am 3. November 1936.
Das Boot gehörte bis zu seiner Versenkung am 29. November 1939 zur U-Flottille „Saltzwedel“ in Wilhelmshaven.
Von Januar 1937 bis zum Februar 1937 befand sich das Boot zu einem Flottenbesuch in Ponta Delgada auf den Azoren. Von April 1937 bis zum Mai 1937 übernahm U 35 die Seeüberwachung vor Arosa (Spanischer Bürgerkrieg).
Am 10. April 1938 diente das Boot als Wahllokal für zirka 200 Österreicher bei der Abstimmung über den Anschluss Österreichs an das Deutsche Reich. Vom Dezember 1938 bis zum Januar 1939 war das Boot zu einem Flottenbesuch in Spanien und von April 1939 bis Mai 1939 befand es sich zu Tauch- und Geleitübungen mit U 34 und U 29 im Atlantik.
Vor dem Krieg war U 35 in einige Unfälle verwickelt. So wurde es 1937 von einem Frachter gerammt, 1938 vom Panzerschiff Admiral Graf Spee überlaufen und 1939 durch den Absturz eines Flugzeuges auf den Turm schwer beschädigt.
U 35 unternahm während des Zweiten Weltkriegs zwei Feindfahrten, auf denen es vier Schiffe mit einer Gesamttonnage von 7850 BRT versenkte.

## Einsatzstatistik

### Letzte Vorkriegsfahrt
Das Boot lief am 27. August 1939 um 15:40 Uhr von Memel aus und am 1. September 1939 um 16:35 Uhr in Kiel ein. Auf dieser fünf Tage dauernden Unternehmung zur Verkehrsüberwachung in der Ostsee und der Danziger Bucht in Vorbereitung auf den deutschen Überfall auf Polen am Morgen des 1. September wurden keine Schiffe versenkt oder beschädigt.

### Erste Feindfahrt
Das Boot lief am 9. September 1939 um 12:00 Uhr von Wilhelmshaven aus und am 12. Oktober 1939 wieder dort ein. Auf dieser 33 Tage dauernden Unternehmung in den Nordatlantik und der Biskaya wurden vier Schiffe mit 7850 BRT versenkt und ein Schiff mit 6014 BRT beschädigt.
- 18. September 1939: Versenkung des britischen Fischdampfers Arlita (326 BRT) (Lage) durch Artilleriebeschuss. Er kam von Fleetwood und war auf dem Weg zum Fischfang. Es gab keine Toten.
- 18. September 1939: Versenkung des britischen Fischdampfers Lord Minto (295 BRT) (Lage) durch Artillerie. Er kam von Fleetwood und befand sich auf dem Weg zum Fischfang. Es gab keine Toten.
- 21. September 1939: Beschädigung des britischen Tankers Teakwood (6.014 BRT) durch einen Torpedo. Das Schiff fuhr im Konvoi OA-7. Es gab einen Toten.
- 1. Oktober 1939: Versenkung des belgischen Dampfer Suzon (2.239 BRT) (Lage) durch einen Torpedo. Er hatte 2400 t Grubenholz geladen und befand sich auf dem Weg von Bordeaux nach Cardiff. Es gab keine Toten, 20 Überlebende

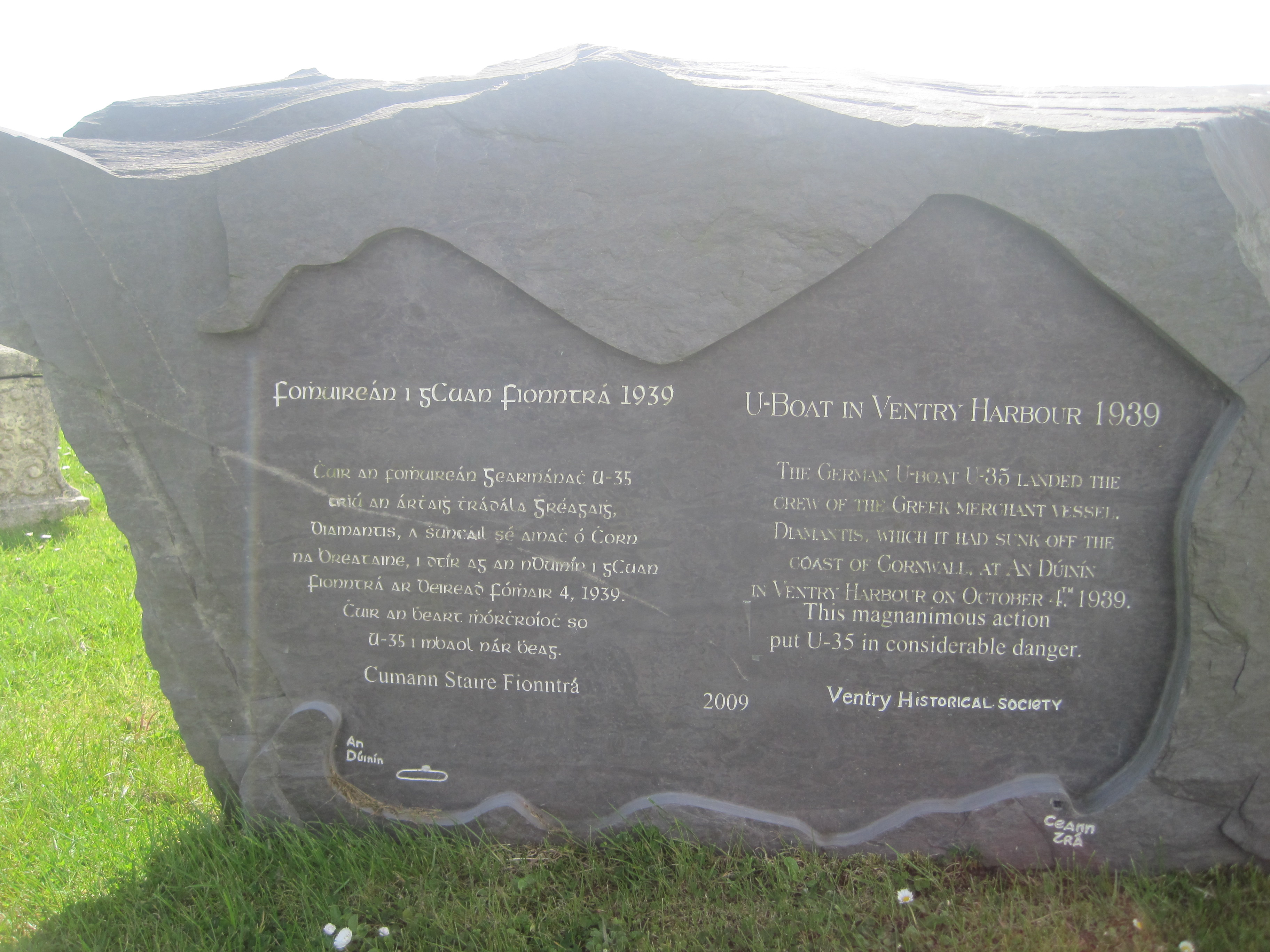
Denkmal für U 35 in Ventry

- 3. Oktober 1939: Versenkung des griechischen Dampfers Diamantis (4.990 BRT) (Lage) durch einen G7e-Torpedo. Er hatte 7700 t Manganerz geladen und befand sich auf dem Weg Pepel (Sierra Leone) nach Barrow. Es gab keine Toten, 28 Überlebende.

Nach dem Untergang des Dampfers nahm U 35 die 28-köpfige Besatzung an Bord und setzte sie 24 Stunden später unter Verletzung der irischen Neutralität nahe der Ortschaft Dingle in Ventry an Land ab. Diese zu Kriegszeiten ungewöhnliche Aktion führte zu internationalen Schlagzeilen, brachte dem Boot und der Besatzung großen Respekt ein und sollte sich auch während der späteren Gefangenschaft der Mannschaft bemerkbar machen. So besuchte sie beispielsweise, als die Seeleute im Tower of London gefangengehalten wurden, Lord Mountbatten, damals Kommandeur der britischen Zerstörer-Flottille. In Ventry wurde dem Boot für diese Tat 2009 ein Denkmal gesetzt.

### Zweite Feindfahrt
Das Boot lief am 18. November 1939 von Wilhelmshaven aus. Auf dieser zehn Tage dauernden Unternehmung im Nordatlantik und den Orkney wurden keine Schiffe versenkt oder beschädigt.
Am 29. November 1939 wurde U 35 vom britischen Zerstörer Icarus an der Wasseroberfläche entdeckt, woraufhin es sofort tauchte. Der Zerstörer konnte wegen seines defekten ASDIC-Ortungssystems jedoch stundenlang seine Wasserbomben nicht zielgenau genug werfen und rief daraufhin die Zerstörer Kingston und Kashmir herbei. U 35 wurde zum Auftauchen gezwungen, wonach Kapitänleutnant Werner Lott die Selbstversenkung befahl. Die gesamte Besatzung wurde durch die britischen Zerstörer gerettet.

## Verbleib
Das Wrack des Bootes wurde im Juli 1986 im Zuge norwegischer Ölbohrungen in 190 Metern Tiefe auf der Position 60° 53′ N, 2° 47′ O entdeckt und gefilmt.